# Wrzeszcz

Lage von Wrzeszcz (Langfuhr) in Gdańsk (Danzig)

Wrzeszcz (Aussprache [vʒɛʃʧ]; kaschubisch Wrzészcz; deutsch Langfuhr) ist ein Stadtteil von Danzig in Polen. Er umfasst eine Fläche von knapp 10 km² und zählt über 50.000 Einwohner mit einer Bevölkerungsdichte von etwa 5.000 Einwohnern/km². Administrativ besteht Wrzeszcz seit 2010 aus den beiden Bezirken Wrzeszcz Dolny und Wrzeszcz Górny.

## Geschichte
Der heutige Name Wrzeszcz geht auf eine frühere Bezeichnung für dieses Gebiet, Wrzost, zurück, die wiederum von dem polnischen Wort wrzos hergeleitet ist, das so viel wie ‚Heide‘ bedeutet.
In historischen Quellen wird der Ort einer Mühle Vriezst 1263 und Vriest 1283 erwähnt, welche an die Mönche des Klosters von Oliwa verkauft wurde. Vriest in niederdeutscher sowie niederländischer Sprache bedeutet ‚friert‘ bzw. ‚Frost‘; Vriezst kann jedoch auch mit dem slawischen Wrzost in Verbindung stehen. Ende des 13. Jahrhunderts befanden sich vier der fünf im Ort am Flusslauf des Strießbachs (Strzyża) gelegenen Wassermühlen im Besitz des Zisterzienserklosters von Oliwa.
1412 wurde der Vorort von Danzig auf Initiative des Ratsmitgliedes Gerd von der Beke, der dem Deutschritterorden nahestand, eingemeindet. In den darauffolgenden Jahrhunderten hieß der Ortsteil Langfuhr.
Die Landeigentümer waren die Familie Bischof im 16. und 17. Jahrhundert und die Familie Köhne-Jaski, die ab dem Jahr 1616 im Gebiet von Langfuhr zunehmend Besitzungen erlangte. Der Danziger Patrizier Zacharias Zappio (Namensgeber für den Kurort Zoppot) erwarb den größten Teil des Landes zwischen der Straße Hochstrieß (heute Ulica Słowackiego) und dem Heiligenbrunnerweg (Ulica do Studzienki). Hier erbaute er einen Palast. Als 1677 König Johann III. Sobieski den Palast besuchte, wurde das kleine Tal, in dem der Palast sich befand, zum Andenken an dieses Ereignis in Königstal (Dolina Krolewska) umbenannt. Streng genommen bezeichnet der Name Langfuhr ab dem 17. Jahrhundert nur noch einen kleinen Marktflecken in der Größe von 130 mal 35 Meter, der sich an der Stelle befand, wo heute ein Teil der Aleja Grundwaldzka (Danziger Chaussee) verläuft und der neoklassizistische Brunnen vor dem Manhattan-Einkaufszentrum steht.
In den Jahren 1767 bis 1770 setzte sich der Danziger Bürgermeister Daniel Gralath dafür ein, eine zwei Kilometer lange alte Straße, die Danzig und Langfuhr miteinander verband, als vierspurige Allee wiederherzustellen, und benannte sie in Große Allee um (heute Aleja Zwycięstwa). Jede der vier Straßenspuren wurde von 354 aus den Niederlanden eingeführten Lindenbäumen gesäumt (insgesamt 1416 Bäume). Bis heute haben etwa 400 von ihnen überdauert. Das Gesamtprojekt verursachte mit 100.000 Gulden für die damalige Zeit immense Kosten.
Der bekannte Danziger Zeichner Daniel Chodowiecki verewigte 1773 auf einer Reise von Berlin in seine Heimatstadt Langfuhrs Hauptstraße in einem gezeichneten Bericht („In Langenfuhr kann er den Schlagbaum zur autonomen Hansestadt erkennen“).
Im 18. Jahrhundert war Langfuhr eine bevorzugte Adresse wohlhabender Stadtbewohner. Die Häuser aus dieser Zeit wurden zumeist im klassizistischen Stil erbaut und hatten in der Regel große attraktive Gärten, durch die eine von Bäumen gesäumte Zufahrt zum Haus führte. 1804 hatte Langfuhr 900 Einwohner, von denen die meisten in Brauereien, Destillerien und Handelshäusern arbeiteten. Daneben gab es Betriebe, in denen Pottasche hergestellt wurde, die beim Bleichen von Kleidung und Bettwäsche Verwendung fand.
Nach dem Frieden von Tilsit 1807 war Langfuhr bis 1814 Teil der von Napoleon Bonaparte errichteten Republik Danzig. 1814 fielen Danzig und die umliegenden Städte und Ortschaften durch den Wiener Kongress wieder an Preußen.
Seit der Mitte des 19. Jahrhunderts entwickelte Langfuhr sich zu einer eleganten, wohlhabenden Gemeinde, in der südlich der Eisenbahnlinie repräsentative Stadtvillen entstanden – beispielsweise die Villa des Werftbesitzers Ferdinand Schichau im Jäschkenthaler Weg (Jaśkowa Dolina) – und im Norden, an der Grenze zum Truppenübungsplatz in Saspe (Zaspa), moderne Unterkünfte für einheimische Arbeitskräfte. 1872 wurde eine Pferdestraßenbahn eingerichtet, die über die Große Allee Langfuhr mit Danzig verband.
1886 wurde auf einer Anhöhe unweit des Jäschkenthaler Wegs von Familie Zingler das beliebte Restaurant Zingler-Höhe eröffnet. Zwischen 1925 und 1933 war das Restaurant Sitz der Freimaurer-Logen Zur Kette an der Weichsel und Zu Drei Säulen (heute Ulica Sobótki 13 und 14).

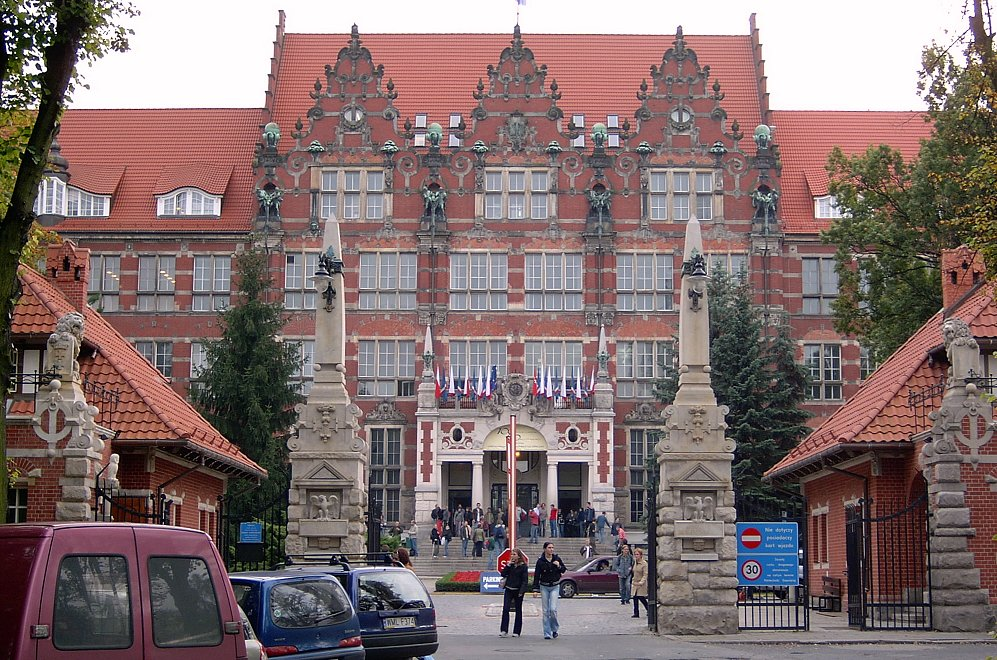
Die in Neorenaissance erbaute Königliche Technische Hochschule zu Danzig

1904 wurde die Technische Hochschule Danzig in Langfuhr gegründet. Bald darauf, zwischen 1907 und 1911, entstand das Stadtkrankenhaus, in dem 1935 die Medizinische Akademie Danzig untergebracht wurde. Die Einwohnerzahl verfünffachte sich in 25 Jahren von 5.192 im Jahre 1885 auf 25.831 im Jahr 1910.

### Freie Stadt Danzig (1920–1939)
In der Zwischenkriegszeit zählte der Vorort Danzigs bereits 40.000 Einwohner. Hier lebte ein großer Teil der polnischen Minderheit, vor allem Beamte und Arbeiter.
Bereits 1910 war auf dem preußischen Truppenübungsplatz in Langfuhr das erste Danziger Flugfeld entstanden, zunächst für die private Nutzung durch Prinzen und Offiziere. Nach den Beschlüssen des Versailler Vertrages wurde Danzig demilitarisiert und der Flughafen 1919 für die zivile Luftfahrt eröffnet. 1920 wurden erste internationale Flüge ins Deutsche Reich und in die Sowjetunion abgefertigt (DERULUFT – Deutsch-Russische Luftverkehrsgesellschaft) und 1922 eine Verbindung nach Warschau etabliert. 1941 befand sich in Danzig-Langfuhr die Flugzeugführerschule A/B 6. Im Zweiten Weltkrieg gehörte das Objekt zu den wichtigsten Militärflugplätzen im Deutschen Reich und wurde durch alliierte Bombardements schwer beschädigt. Der Flughafen wurde 1974 nach Rębiechowo bei Bissau verlegt, einem Dorf etwa zehn Kilometer westlich der Stadt (in dem Oskars kaschubische Großmutter Anna Bronski aus dem Roman von Günter Grass Die Blechtrommel lebte). Er trägt seit 2003 den Namen Lech-Wałęsa-Flughafen Danzig. Das Einkaufszentrum ETC in einer ehemaligen Flugzeughalle (vormals Prinz-von-Preußen-Halle) an der Grenze zwischen Wrzeszcz und Zaspa sowie zahlreiche breite Straßen mit Original-Betonplatten in der Neubausiedlung Zaspa erinnern an das alte Flugfeld.
1920 zog das 1804/1819 von Franz Christian Brunatti gegründete Königliche Provinzial Hebammen- und Entbindungsinstitut von Danzig hierher, das bis heute wirksam ist.
1925 wurde auf dem Gelände der ehemaligen Telegraphenkaserne vom Danziger Bischof Eduard O’Rourke die erste polnische Kirche (Kosciól Świętego Stanisława) in Langfuhr eingeweiht. Die Pfarrei wurde von Pater Bronisław Komorowski geführt, der 1940 im KZ Stutthof umkam. In der Polenhof-Siedlung spielte sich das kulturelle Leben der Danziger Polen ab. Hier entstand der polnische Sportklub KKS Gedania.
1927 wurde mit der Neuen Synagoge ein weiteres Gotteshaus der jüdischen Gemeinde Danzigs fertiggestellt. 1938 demoliert, wurde es 1939 verkauft.

## Zweiter Weltkrieg und Nachkriegszeit
Die Gebäude in Langfuhr sind durch den Zweiten Weltkrieg weniger stark in Mitleidenschaft gezogen worden als etwa Danzigs Altstadt. Gleichwohl flohen zahlreiche Einwohner vor den einsetzenden Bombardements. 1945 spielten sich die Kämpfe zwischen den deutschen Verteidigern und der heranrückenden Roten Armee vor allem in der Hauptachse des Vorortes ab (vormals Hauptstraße und Große Allee, ab 1939 Adolf-Hitler-Allee und Hindenburg-Allee, heute Aleja Grunwaldzka und Aleja Zwycięstwa). Hier im Zentrum von Langfuhr wurden die meisten Gründerzeitbauten stark beschädigt, viele auch nachträglich von sowjetischen Soldaten angezündet. An die schweren Kämpfe von 1945 erinnert noch heute ein Panzerdenkmal an der Grenze zwischen Danzig und Langfuhr. Hierbei handelt es sich um einen der ersten sowjetischen T-34 Panzer der 1. Panzerbrigade, der mit einer polnischen Besatzung in die schwer umkämpfte Stadt gelangte (zugleich der erste, der am 27. März 1945 in Gdynia eintraf). Nach der Flucht und Vertreibung der deutschen Bevölkerung während des Zweiten Weltkriegs und in der Nachkriegszeit wurde Danzig im Vertrag von Jalta Polen zugesprochen und der Vorort Langfuhr in Wrzeszcz umbenannt. Flüchtlinge und Aussiedler hauptsächlich aus den nun der Sowjetunion zugesprochenen, vormals polnischen Landesteilen im Osten bezogen die frei gewordenen Wohnungen in den unversehrten Gebäuden. In den 1950er Jahren wurden entlang der Hauptstraße (Aleja Grunwaldzka) Gebäude im Stil des Sozialistischen Klassizismus erbaut, während viele alte Gebäude in den Seitenstraßen dem langsamen Verfall preisgegeben waren. Zahlreiche Eigentümer flohen oder wurden enteignet und die Villen in kleinere Mietwohnungen unterteilt. Die städtische Verwaltung, die neuen Eigentümer oder Mieter waren nicht in der Lage, die Gebäude zu erhalten. Nur wenige Häuser überstanden diese Zeit in einem guten Zustand. Dazu gehören die Konsulate von Deutschland, China, Russland und einigen anderen Staaten. Seit der Wende wurden viele der alten Bauten renoviert.

## Einzelne Gebäude
Die Baltische Oper (Opera Bałtycka w Gdańsku) entstand 1953 als „Staatsoper und Baltische Philharmonie“ und wurde in einem alten Gebäude unweit des ehemaligen Sportplatzes an der großen Lindenallee (Aleja Zwyciestwa) untergebracht. Der Umbau zu einem modernen Opernhaus wurde 1982 abgeschlossen.
Der Akademische Park (Park Akademicki) gegenüber der Oper entstand 1956 auf einem ehemaligen katholischen Friedhofsgelände. 2006 wurde dort ein Lapidarium mit deutschen Grabsteinen aus dem 18. und 19. Jahrhundert errichtet.
In der Aleja Grunwaldzka 16 befindet sich das Puppentheater Miniatura. Das mit vielen internationalen Preisen ausgezeichnete Ensemble wurde in den zwanziger Jahren von den Schwestern Totwen in Wilna gegründet und setzte seine Arbeit ab 1947 in Wrzeszcz fort. Ende der fünfziger Jahre wurde das Theater verstaatlicht.
Im Nachbarhaus, Aleja Grunwaldzka 18, ist Radio Gdańsk, der lokale Ableger des polnischen Rundfunks, untergebracht.
In den fünfziger Jahren wurden auf der ehemaligen Zingler Höhe in der Ulica Sobótki 13 die Studios des Danziger Fernsehens eingerichtet. Bis zum Umzug in ein neues Gebäude in Oliwa 1996 wurden hier die tägliche Informationssendung „Panorama“ sowie zahlreiche Dokumentationen und Fernsehserien produziert. Die Gebäude der ehemaligen Freimaurerlogen verblieben im Besitz des polnischen Fernsehens und sollen künftig verpachtet werden.
In der Aleja Grunwaldzka 103, heute ein Bankgebäude, befand sich von August 1980 bis Dezember 1981, in der Zeit der polnischen Erhebung, die landesweite Zentrale der Unabhängigen Gewerkschaft Solidarność. Lech Wałęsa sprach dort regelmäßig von einem Balkon zur versammelten Menge und zu internationalen Journalisten. Davor wurde das Gebäude als Arbeiterhotel (Hotel Morski) der Danziger Lenin-Werft genutzt. Im Keller befand sich der Klub Ster, in dem u. a. die bekannte polnische Gruppe Kombi ihre ersten Auftritte hatte. Später waren dort die Druckerpressen der Solidarność untergebracht.
In der Ulica Topolowa befindet sich das Gymnasium Nr. 3 (III Liceum Ogólnoksztalcace imienia Bohaterów Westerplatte). 1909 als Königs-Realgymnasium gegründet, bekam es 1962 den Namen der Helden von Westerplatte verliehen. In den achtziger Jahren wurde es durch seine politischen Aktivitäten und als Kaderschmiede für Dissidenten bekannt. Zu den bekannten Absolventen zählen u. a. die ehemalige Außenministerin Anna Fotyga, die Journalisten Jacek und Jaroslaw Kurski, der Regisseur Maciej Dejczer, der polnische Tischtennismeister Andrzej Grubba und die Miss World Aneta Kręglicka. 2005 wurde die Schule in einem Ranking von Newsweek Polska zum besten Gymnasium Polens gekürt.
Auf dem ehemaligen Kasernengelände der Leibhusaren entsteht mit großem Aufwand das Garnizon-Gebiet mit denkmalgerecht sanierten Wohn- und Geschäftshäusern, Cafés, Restaurants, Kulturzentren und, in den ehemaligen Reitställen der Leibhusaren, Polens größte Boulderhalle (Kletterhalle).

## Gliederung in zwei Stadtbezirke
Der Bezirk Wrzeszcz wurde 2010 in die Stadtbezirke Wrzeszcz Dolny und Wrzeszcz Górny geteilt. Wrzeszcz Dolny (Nieder-Langfuhr) befindet sich östlich der Bahnstrecke Gdańsk–Sopot, Wrzeszcz Górny (Ober-Langfuhr) westlich der Bahnlinie. Bei nahezu gleicher Bevölkerungszahl ist die Bevölkerungsdichte von Wrzeszcz Dolny fast doppelt so hoch wie die des anderen Bezirks.
| Bezirksname    | deutscher Name     | Fläche in km² | Bevölkerung | Bevölkerungsdichte in Ew./km² | Karte          |
| -------------- | ------------------ | ------------- | ----------- | ----------------------------- | -------------- |
| Wrzeszcz Dolny | (Nieder-) Langfuhr | 03,5219       | 25.817      | 7.330                         | Wrzeszcz Dolny |
| Wrzeszcz Górny | (Hoch-) Langfuhr   | 06,4572       | 24.298      | 3.763                         | Wrzeszcz Górny |

## Wrzeszcz heute

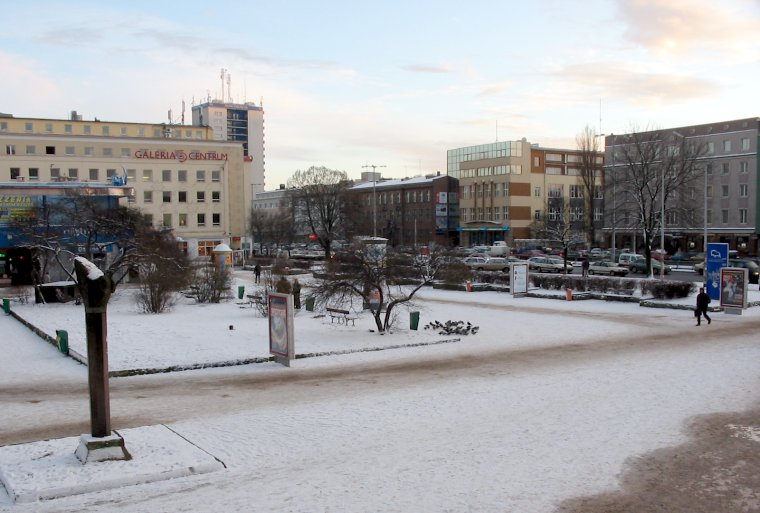
Aleja Grunwaldzka in Gdańsk-Wrzeszcz, Dezember 2003

Der Vorort wächst heute in einem rasanten Tempo. Umfangreiche wirtschaftliche Aktivitäten (hauptsächlich Banken und Einzelhandel) prägen nun den Ortsteil. Zahlreiche internationale Unternehmen bevorzugen Wrzeszcz gegenüber der Danziger Innenstadt als Standort. Große Einkaufszentren und Bürogebäude befinden sich im Ortszentrum, insbesondere an der Aleja Grunwaldzka und rund um den Bahnhof Gdańsk Wrzeszcz. Ehemalige militärische Anlagen wie die ehemalige Kaserne der Leibhusaren wurden verkauft und zu einer zivilen Nutzung bzw. zu Kulturzentren umgebaut. Die Ulica Juliusza Słowackiego war dem gestiegenen Verkehrsaufkommen nicht mehr gewachsen und wurde zum Autobahnzubringer ins Zentrum von Wrzeszcz und in den Danziger Hafen umgebaut.
Mit EU-Geldern wird an der Revitalisierung des nördlichen Teils von Wrzeszcz gearbeitet. Dabei wurde die Ulica Wajdeloty (ehemals Marienstraße) verkehrsberuhigt und die anliegenden Gassen renoviert. In diesem Teil von Wrzeszcz befindet sich auch die Ulica Lelewela (ehemals Labesweg) mit dem Geburtshaus von Günter Grass.
Der Bahnhof von Wrzeszcz wurde zu einem wichtigen Verkehrsknotenpunkt ausgebaut. Hier ist die Endhaltestelle der am 1. September 2015 in Betrieb genommenen S-Bahn-Verbindung über die Bahnstrecke Gdynia–Gdańsk Port Lotniczy–Wrzeszcz zum Flughafen in Rębiechowo. Am Bahnhof von Wrzeszcz besteht direkte Umsteigemöglichkeit in alle Intercity- und TLK-Züge der Bahnstrecke Gdańsk–Stargard, ebenfalls sind die S-Bahnen der SKM zu erreichen. Ab 2022 soll das Bahnhofsgebäude samt dem Vorplatz umgebaut und modernisiert werden.
Die mittlerweile aufgelassene Bierbrauerei wurde zu einer Wohnsiedlung umgebaut. Historische Gebäude wie das Direktionshaus wurden in das Projekt integriert.
(Stand: Oktober 2021)

## Persönlichkeiten
- Eduard Sigismund Loebell (1791–1869), deutscher Rechtswissenschaftler und Hochschullehrer, wurde in Langfuhr geboren
- John Muhl (1879–1943), deutscher Jurist, Polizeibeamter und Genealoge
- Alfred Semrau (1882–1947), 1917–1931 Pfarrer an der Christuskirche, Abgeordneter und Präsident des Danziger Volkstages
- Lisbeth Wirtson (* 1887 in Danzig; † 1977 in Lübeck), Schauspielerin, verbrachte einen großen Teil ihrer Kindheit in Langfuhr
- Bronisław Komorowski (1889–1940), Priester; Seliger der katholischen Kirche
- Kurt Walter (1892–1963), 1930–1942 Pfarrer an der Lutherkirche, 1942–1945 im Pfarrerblock des KZs Dachau
- Hermann Balck (1893–1982), deutscher General, Heeresgruppenbefehlshaber
- Ulrich Kessler (1894–1983), deutscher General der Luftwaffe
- Vico von Rieben (1910–2000), deutscher Brigadegeneral der Bundeswehr
- Franz Josef Wothe (1910–1994), 1943–1945 Pfarrer an der Herz-Jesu-Kirche, nach dem Krieg Apostolischer Visitator für die vertriebenen Danziger Katholiken.
- Klaus Eschenburg (1913–1973), Brigadegeneral im Bundesnachrichtendienst, wurde in Langfuhr geboren
- Heinrich Röcke (1914–2006), deutscher Architekt und Hochschullehrer
- Elly Steinmann (1921–2009), Journalistin, Publizistin und Friedensaktivistin
- Eddi Arent (1925–2013), Schauspieler, im selben Haus in Langfuhr geboren wie Wolfgang Völz
- Günter Grass (1927–2015) in Langfuhr geborener Schriftsteller. Hier spielen zwei seiner Romane aus der „Danziger Trilogie“, Die Blechtrommel (1959) und Hundejahre (1963).
- Wilhelm Hankel (1929–2014), deutscher Ökonom und Bankmanager
- Wolfgang Völz (1930–2018), Schauspieler, im selben Haus in Langfuhr geboren wie Eddi Arent
- Ingrid van Bergen (* 1931), Schauspielerin und Synchronsprecherin
- Horst Bielfeld (1931–2012), Naturfotograf und Fachautor
- Hans Georg Gmelin (1933–1990), deutscher Kunsthistoriker und Museumskurator
- Dieter W. Leitner (* 1935), deutscher Journalist, Schriftsteller, Schriftkünstler und Buchgestalter
- Holger Czukay (* 1938 als Holger Schüring[4]; † 2017 in Weilerswist), deutscher Bassist
- Mikołaj Trzaska (* 1966), polnischer Jazzmusiker

## Bedeutende Gebäude und Sehenswürdigkeiten
- Technische Universität Danzig: Das Hauptgebäude wurde 1901–1903 errichtet. Erhalten geblieben ist auch die Maschinenhalle, sie diente der Erzeugung von Elektrizität und zur Versorgung der Hochschulgebäude mit Wärme.
- Conradinum: von Günter Grass in den 1930er Jahren besuchtes Progymnasium.
- Jäschkenthaler Weg (Jaśkowa Dolina): Villenviertel am Fuße der Moränenanhöhen. Ende des 19. und zu Beginn des 20. Jahrhunderts entstanden hier zahlreiche originelle Villenbauten. Besonders sehenswert sind das Haus der Familie Steffens im Stil der Neorenaissance sowie eine Backsteinvilla mit Turm von 1899 in der Ulica Jaśkowa Dolina 19. Das hübscheste Haus von allen steht in der Ulica Pawłowskiego: eine märchenhafte Villa nach dem Entwurf des Architekten Johann Henkenhaf (1848–1908). Nach der Überlieferung soll E. T. A. Hoffmann Teile seines Romans „Die Elixiere des Teufels“ in Jäschkenthal geschrieben haben.
- Labesweg (Ulica Lelewela) 13: ehemaliges Wohnhaus von Günter Grass. Unweit davon wurde am ehemaligen Neuen Markt (plac generala Jozefa Wybickiego) zu Ehren des berühmten Sohns der Stadt eine Bank mit der bronzenen Figur des Oskar Mazerath aus seinem Roman Die Blechtrommel aufgestellt. Grass wollte kein Denkmal mit einer Darstellung seiner eigenen Person, da üblicherweise nur verstorbene Persönlichkeiten so geehrt werden. Nach Grass’ Tod wurde 2015 an seinem 88. Geburtstag auf die andere Seite der Parkbank eine größere Bronzefigur des Autors gesetzt.[5]
- Denkmal für den polnischen Priester Bronisław Komorowski am Plac Księdza Bronisława Komorowskiego (früher Max-Halbe-Platz) unweit des Polenhofs
- Medizinische Universität Danzig
- Opera Bałtycka (Baltische Oper)
- Centrum Handlowe Manhattan (Einkaufszentrum)
- Galeria Bałtycka (Einkaufszentrum)
- Bahnhof
- Teatr Leśny (Waldbühne) im Gutenberghain
- Johannes-Gutenberg-Denkmal im Gutenberghain, eingeweiht am 22. Juni 1890
- Park Kuźniczki (Kleinhammer Park)

### Kirchen, Gotteshäuser und Friedhöfe
- ehemalige Lutherkirche – Parafia Matki Odkupiciela, 1899 im neugotischen Stil von Gotthilf Ludwig Möckel erbaut
- Herz-Jesu-Kirche – Kolegiata Gdańska pw. Serca Jezusowego, 1911 (neugotisch). Erste katholische Kirche in Langfuhr. Hier wurde Günter Grass getauft und empfing die Erstkommunion.
- ehemalige Christuskirche  – Parafia Świętego Krzyża, 1916 neobarock
- Parafia św. Stanisława, 1925 als erste polnische Kirche in Langfuhr geweiht
- Cerkiew św. Mikołaja, ehemalige luth. Friedhofskapelle (19. Jh.), heute mit byzantinischen Kuppeln überformt, seit 1954 orthodoxe Kirche
- Neue Synagoge, heute als Staatliche Musikschule genutzt
- Der Jüdische Friedhof ist ein heute ein öffentlich zugänglicher Park, in dem nur noch sieben Grabsteine erhalten sind, der älteste stammt aus dem Jahr 1823.

## Trivia
In der Magdeburger Siedlung Danziger Dorf wurde 1936 eine der drei Straßen als Langfuhrer Straße benannt. Unter der DDR-Regierung wurden diese drei Straßen 1951 umbenannt.
Im Eilenburger Ortsteil Danziger Siedlung wurde 1936 eine Straße als Langfuhrer Straße benannt; sie wurde später ebenfalls umbenannt.
In Berlin-Rahnsdorf gibt es noch heute eine Langfuhrer Allee (1931 so benannt).